# DAYLIGHT DRIVIN'
『DAYLIGHT DRIVIN'』（デイライト・ドライヴィン）は、1997年4月から2000年3月までエフエム九州 (CROSS FM) で放送されていたワイド番組である。略称は「DLD」。

## 概要
CROSS FM北九州本社第1スタジオからの生放送。ナビゲーターは、前番組『CROSS TODAY』から引き続き立山律子が務めていた。
番組は、毎回リスナーからのFAXメッセージを募集していた。募集テーマの発表は、番組の冒頭で行われた。2000年2月頃からは、Eメールでのメッセージも受け付けていた。
1999年3月までは、SKOOP（後のSkoop On Somebody）のコーラスによるジングルが使われていた。

## 放送時間
いずれも日本標準時。
- 月曜 - 木曜 11:00 - 14:00 （1997年4月 - 1998年3月）
- 月曜 - 木曜 10:00 - 13:00 （1998年4月 - 2000年3月）

## コーナー
以下のコーナーは、金曜の同じ時間帯に放送の『SONIC A-GO-GO!!』→『CHELSEA-CHAIN』でも行われていた。
COLORFUL TALK
1998年3月までは13:30頃から、同年4月以降は10:45 - 10:55に放送。スポンサーのザ・モール小倉関連の情報や、同店舗備え付けのリクエストボックスに寄せられたリクエスト曲を紹介していた。このコーナーは、後番組の『CANDY CAFE BOARD』でも引き続き行われた。
IZUTSUYA SHOW CASE
11:10 - 11:30に放送。スポンサーの井筒屋関連の情報コーナーで、1999年3月まで行われていた。週によっては、井筒屋の販売店員が商品紹介のために番組出演することもあった。コーナーの提供クレジットはナビゲーターの立山自らが担当したが、上記の金曜放送番組と違って英語で行われた。
| CROSS FM 月曜 - 木曜10:00枠                          | CROSS FM 月曜 - 木曜10:00枠                | CROSS FM 月曜 - 木曜10:00枠                                                  |
| 前番組                                               | 番組名                                     | 次番組                                                                       |
| ---------------------------------------------------- | ------------------------------------------ | ---------------------------------------------------------------------------- |
| SMOOVE TOUCH （1997年4月 - 1998年3月） ※9:00 - 11:00 | DAYLIGHT DRIVIN' （1998年4月 - 2000年3月） | CANDY CAFE BOARD （2000年4月3日 - 2000年9月28日） ※10:00 - 13:00             |
| CROSS FM 月曜 - 木曜11:00枠                          |                                            |                                                                              |
| CROSS TODAY ※7:00 - 12:00CROSSCOPE ※12:00 - 16:00    | DAYLIGHT DRIVIN' （1997年4月 - 2000年3月） | CANDY CAFE BOARD （2000年4月3日 - 2000年9月28日） ※10:00 - 13:00             |
| CROSS FM 月曜 - 木曜13:00枠                          |                                            |                                                                              |
| CROSSCOPE ※12:00 - 16:00                             | DAYLIGHT DRIVIN' （1997年4月 - 1998年3月） | SHAKE HIP GROOVIN' （1998年4月 - 1999年3月） ※13:00 - 17:00 【60分繰り上げ】 |